# Zaur Khapov
Zaur Zalimbiyevich Khapov - em russo, Заур Залимбиевич Хапов (Naltchik, 13 de outubro de 1969) é um ex-futebolista e treinador de futebol russo de etnia osseta que atuava como goleiro. Atualmente é auxiliar-técnico do Lokomotiv Moscou.

## Carreira
Khapov iniciou a carreira em 1982, no Spartak Nalchik, principal equipe de sua cidade natal, onde atuou em 22 jogos. Em 1983 foi contratado pelo SKA Rostov-on-Don, pelo qual jogou apenas uma partida antes de voltar ao Spartak Nalchik em 1985, disputando 62 partidas. Passou também por Spartak Moscou (não chegou a atuar), Shinnik Yaroslavl e Dinamo Tbilisi
Em 1991 foi para o Alania Vladikavkaz, onde seria campeão russo 4 anos depois, quebrando a série de títulos do Spartak Moscou no campeonato; até 2002, o clube da Ossétia do Norte-Alânia foi o único representante não-moscovita a ganhar o título, e, até 2007 (quando o Zenit São Petersburgo foi campeão) o único fora da capital a fazê-lo. Permaneceria no Alania até 1999, indo para o Lokomotiv Moscou.
Com a camisa do Lok, Khapov era apenas o segundo reserva de Sergey Ovchinnikov e Ruslan Nigmatullin nas 5 temporadas pelo time, atuando em apenas 5 jogos oficiais. Encerrou a carreira em 2005, aos 41 anos.

## Seleção Russa
Em 1994, Khapov disputou 2 amistosos pela Rússia, contra Estados Unidos (empate por 1 a 1) e México (vitória russa por 4 a 1), mas não foi lembrado por Pavel Sadyrin para a Copa do Mundo - o treinador optou em levar Dmitriy Kharin e Stanislav Cherchesov para a competição, e também não voltaria a ser convocado para a seleção.

## Treinador
Ainda como terceiro goleiro do Lokomotiv, Khapov trabalhou também como treinador de goleiros em 2005, sendo promovido a auxiliar do time B no ano seguinte e voltando ao cargo anterior na equipe principal. Em 2007 foi auxiliar-técnico no Amkar Perm, função que exerceria no Lokomotiv entre 2008 e 2012, voltando a ser preparador de goleiros no Anzhi Makhachkala. Seguiu na equipe do Daguestão até 2016, voltando novamente ao Lok em 2017.
Em abril de 2022, o ex-goleiro foi anunciado como novo técnico do Lokomotiv - segundo o diretor esportivo, Thomas Zorn, a nomeação foi uma "formalidade", pois Khapov tem a Licença de Treinador A da UEFA, ao contrário do auxiliar-técnico Marvin Compper, que não possuía autorização para comandar a equipe. Ele seria "rebaixado" para assistente em junho do mesmo ano, após a contratação de Josef Zinnbauer.

## Vida pessoal
O pai de Khapov trabalhou como diretor da Intourist na regiao de Elbrus e diretor do clube de xadrez Ladya, em Naltchik. O ex-goleiro é casado e pai de 2 filhos (Laura e Arthur).

## Títulos
Dinamo Tbilisi
- Campeonato Georgiano: 1990

Alania Vladikavkaz
- Premier League Russa: 1995

Spartak Moscou
- Copa da Federação de Futebol da URSS: 1987

Lokomotiv Moscou
- Copa da Rússia: 2001

### Individuais
- 33 melhores jogadores do Campeonato Russo: 1993, 1994, 1995
- Melhor goleiro do Campeonato Russo de 1995 (pontuação média: 6,07)